# Épisodes des Petits Génies

Cet article présente le guide des épisodes de la série télévisée Les Petits Génies.

## Distribution
- Matthew Laborteaux (VF : Éric Legrand) : Richie Adler
- Todd Porter : Hamilton Parker
- Jeffrey Jacquet (VF : Jackie Berger) : Jeremy Saldino
- Max Gail (VF : Jacques Ebner) : Llewellen Farley Jr.
- Andrea Elson (VF : Virginie Ogouz) : Alice Tyler
- Melanie Gaffin : Cheryl Adler
- A Martinez (VF : Michel Bedetti) : Lieutenant Neal Quinn
- Madelyn Cain (VF : Claude Chantal) : Irene Adler
- (VF Yves-Marie Maurin) : Dr Tellwin
- (VF José Luccioni) : Gallagher

## Épisode 1:Programme meurtre
- États-Unis : 5 octobre 1983 sur CBS
- France : 1er avril 1984 sur Antenne 2

## Épisode 2:Erreur fatale
- États-Unis : 19 octobre 1983 sur CBS
- France : 15 avril 1984 sur Antenne 2

## Épisode 3:Un programme de trop
- États-Unis : 26 octobre 1983 sur CBS
- France : 29 avril 1984 sur Antenne 2

## Épisode 4:Candidat au meurtre
- États-Unis : 2 novembre 1983 sur CBS
- France : 22 avril 1984 sur Antenne 2

## Épisode 5:Un ordinateur de trop
- États-Unis : 9 novembre 1983 sur CBS
- France : 8 avril 1984 sur Antenne 2

## Épisode 6:Attaque à main armée
- États-Unis : 16 novembre 1983 sur CBS
- France : 6 mai 1984 sur Antenne 2

## Épisode 7:Le Retour de l'idole
- États-Unis : 23 novembre 1983 sur CBS
- France : 13 mai 1984 sur Antenne 2

## Épisode 8:Profit sans risque
- États-Unis : 30 novembre 1983 sur CBS
- France : 27 mai 1984 sur Antenne 2

## Épisode 9:Brouillage
- États-Unis : 21 décembre 1983 sur CBS
- France : 17 juin 1984 sur Antenne 2

## Épisode 10:Titre français inconnu
- États-Unis : 7 janvier 1984 sur CBS

## Épisode 11:Attention!
- États-Unis : 14 janvier 1984 sur CBS
- France : 20 juin 1984 sur Antenne 2

## Épisode 12:Enigma
- États-Unis : 28 janvier 1984 sur CBS
- France : 3 juin 1984 sur Antenne 2

## Épisode 13:Agence de placement
- États-Unis : 4 février 1984 sur CBS
- France : 10 juin 1984 sur Antenne 2

## Épisode 14:Lollipop
- États-Unis : 25 février 1984 sur CBS
- France : 24 juin 1984 sur Antenne 2

## Épisode 15:Titre français inconnu
- États-Unis : 17 mars 1984 sur CBS

## Épisode 16:Titre français inconnu
- États-Unis : 21 avril 1984 sur CBS

## Épisode 17:Titre français inconnu
- États-Unis : 28 avril 1984 sur CBS

## Épisode 18:Titre français inconnu
- États-Unis : 2 juin 1984 sur CBS